# Municipio de Heidelberg (condado de Lehigh)
El municipio de Heidelberg  (en inglés: Heidelberg Township) es un municipio ubicado en el condado de Lehigh en el estado estadounidense de Pensilvania. En el año 2000 tenía una población de 3.279 habitantes y una densidad poblacional de 51.2 personas por km².

## Geografía
El municipio de Heidelberg se encuentra ubicado en las coordenadas 40°43′30″N 75°45′05″O / 40.72500, -75.75139.

## Demografía
Según la Oficina del Censo en 2000 los ingresos medios por hogar en la localidad eran de $55,030 y los ingresos medios por familia eran $57,019. Los hombres tenían unos ingresos medios de $40,062 frente a los $29,205 para las mujeres. La renta per cápita para la localidad era de $23,521. Alrededor del 6,5% de la población estaban por debajo del umbral de pobreza.